# Villeurbanne
Villeurbanne ist eine französische Gemeinde in der Métropole de Lyon in der Region Auvergne-Rhône-Alpes. Die Industriestadt mit 162.207 Einwohnern (Stand 1. Januar 2022) liegt am östlichen Stadtrand von Lyon am linken Ufer der Rhône. Hier treffen die von der Rhône bei Jons abgezweigten Kanäle Canal de Miribel und der Canal de Jonage wieder zusammen.
Noch vor Montreuil und Roubaix ist Villeurbanne die bevölkerungsreichste derjenigen Städte Frankreichs, die keine Präfektur eines Départements oder Unterpräfektur eines Arrondissements sind.

## Geschichte
Der Name der Stadt leitet sich von Villa urbana ab, einem römischen Landgut, das sich im heutigen Viertel Cusset befand. Die Gegend gehörte zunächst zum Burgunderreich, dann zum Frankenreich, schließlich zum Königreich Arelat. Als Teil der Dauphiné kam Villeurbanne 1349 zu Frankreich.  
Bis ins 19. Jahrhundert hinein war Villeurbanne eine kleine Landgemeinde, der erste Stadtbürgermeister, Étienne Dubourg, wurde am Vorabend der Französischen Revolution bestimmt. 1810 ergab eine Volkszählung 1.903 Einwohner. 1837 wurde die Rhône, die bis dahin hier immer wieder über die Ufer getreten war, durch Deiche eingedämmt. Im Rahmen der Industrialisierung wurde Villeurbanne seit Ende des 19. Jahrhunderts eine schnell wachsende Arbeitervorstadt Lyons, die 1900 bereits um 28.000 Einwohner zählte und bis heute politisch eher links geblieben ist. In den 1930er Jahren wurden hier die ersten Wolkenkratzer Frankreichs erbaut. 
Als sich Frankreich im Zweiten Weltkrieg unter deutscher Besatzung befand, war die Lebensmittelversorgung der Patienten in Krankenheimen schlecht. Im Hospice de Charpennes in Villeurbanne waren von den 1084 Todesfällen in den Jahren 1940 bis 1945 insgesamt 57,4 % Hungertote. Für diese Toten trug das Vichy-Regime die Hauptverantwortung. Ab November 1942 befand sich auch Villeurbanne in der Zone unter deutscher Besatzung. Vichy-Kollaborateure und die Deutschen führten mehrere Razzien zur Deportationen von Juden in die Konzentrationslager durch. Mit der Landung der Alliierten in Südfrankreich in der Operation Dragoon machten sich die Deutschen abzugsbereit, nicht ohne zuvor zahlreiche Gefangene zu ermorden. In Villeurbanne kam es vier Tage vor Lyon am 24. August 1944 zum erwarteten Aufstand gegen die Besatzer. Am 13. Mai 1945 gewann der Parti communiste français den zweiten Wahlgang für die Stadtregierung.
Villeurbanne war bis 2015 unterteilt und jeweils Hauptort der Kantone Villeurbanne-Centre, Villeurbanne-Nord und Villeurbanne-Sud. Bürgermeister ist seit 2001 Jean-Paul Bret von der Parti socialiste.

## Sehenswürdigkeiten
An der nach einem früheren Bürgermeister benannten Place Lazare Goujon befinden sich das Rathaus und das Theater. Der Architekt Mario Botta konstruierte 1980 eine Mediathek (Maison du livre, de l’image et du son). Sehenswert ist auch das 1927–1934 im Stil der Klassischen Moderne errichtete Hochhausensemble Gratte-Ciel. Villeurbanne verfügt mit dem Parc de la Feyssine auch über einen 40 Hektar großen Stadtpark.

## Gedenkstätten
In der Nähe von Villeurbanne befindet sich die Französische Kriegsgräberstätte la Doua (auf Französisch: Nécropole nationale de la Doua oder Cimetière national militaire de la Doua).

## Bildung
In der Stadt haben Forschungsinstitute der Universität Lyon ihren Sitz.

## Kultur
Kulturell bedeutsam ist das Théâtre National Populaire.
Sehr bekannt ist der Transbordeur, ein Konzertsaal in einem ehemaligen Fabrikgebäude, wo schon Größen wie Marianne Faithfull, Nick Cave und Stephan Eicher aufgetreten sind.

## Wirtschaft
In der Stadt ansässig sind Chemie-, Metall- und Elektroindustrie.

## Persönlichkeiten
Söhne und Töchter der Stadt:
- Charles-Albert Gounot CM (1884–1953), römisch-katholischer Erzbischof von Karthago
- Georges Finet (1898–1990), römisch-katholischer Geistlicher
- Henri Cochet (1901–1987), Tennisspieler
- André Giriat (1905–1967), Ruderer
- André Stempfel (* 1930), Maler, Zeichner, Bildhauer
- Michel Guillaud (* 1961), Geistlicher
- Sébastien Philippe (* 1975), Autorennfahrer
- Thierry Ascione (* 1981), Tennisspieler
- Jonathan Coeffic (* 1981), Ruderer
- Florent Manaudou (* 1990), Schwimmer
- Laure Manaudou (* 1986), Schwimmerin
- Cyril Tommasone (* 1987), Kunstturner
- Jean Karl Vernay (* 1987), Rennfahrer
- Hyacinthe Deleplace (* 1989), paralympischer Leichtathlet und Alpinskifahrer
- Loïc Espuche (* 1989), Animator und Filmemacher
- Gnonsiane Niombla (* 1990), Handballspielerin
- Clément Venturini (* 1993), Radrennfahrer
- Aline Chamereau (* 1996), Beachvolleyballspielerin
- Gabriel Mutombo (* 1996), kongolesisch-französischer Fußballspieler
- Yoan Severin (* 1997), Fußballspieler
- Billy Koumetio (* 2002), Fußballspieler

Weitere Persönlichkeiten:
- Charles Hernu (1923–1990), Politiker (PS), ehemaliger Bürgermeister von Villeurbanne
- Alain Jakubowicz (* vor 1972), Anwalt und Präsident der LICRA
- Jean Pernet (Rosenzüchter) (1832–1896), Rosenzüchter

Ehrenbürger
- Norbert Kugler (1906–1982), deutscher Résistance-Kämpfer